# 競泳競技のオリンピック記録一覧
競泳競技のオリンピック記録一覧（きょうえいのおりんぴっくきろくいちらん）は国際オリンピック委員会が認定する競泳オリンピック記録の一覧である。
32競技のうち、アメリカ合衆国が18つ、オーストラリア、中華人民共和国がそれぞれ3つ、ハンガリーが2つ、日本、イギリス、オランダ、カナダ、シンガポール、スウェーデン、ブラジルがそれぞれ1つの記録を持っている。
2008年北京オリンピックでは66度のオリンピック記録の更新があり、2つを除く全ての記録が塗り替えられた。
♦の印がついている記録は世界記録

## 男子
| 種目                 | 記録        | 選手 | 国籍           | 日時          | 大会                         | 備考  |
| -------------------- | ----------- | --- | -------------- | ------------- | ---------------------------- | ----- |
| 50m自由形            | 21秒07      | ケーレブ・ドレッセル | アメリカ合衆国 | 2021年8月1日  | 東京オリンピック             | [ 2 ] |
| 100m自由形           | ♦46秒40     | 潘展楽 | 中国           | 2024年7月31日 | パリオリンピック             |       |
| 200m自由形           | 1分42秒96   | マイケル・フェルプス | アメリカ合衆国 | 2008年8月12日 | 北京オリンピック             |       |
| 400m自由形           | 3分40秒14   | 孫楊 | 中国           | 2012年7月28日 | ロンドンオリンピック         |       |
| 800m自由形           | 7分38秒19   | ダニエル・ウィフェン | アイルランド   | 2024年7月30日 | パリオリンピック             |       |
| 1500m自由形          | ♦14分30秒67 | ロバート・フィンケ | アメリカ合衆国 | 2024年8月4日  | パリオリンピック             |       |
| 100m背泳ぎ           | 51秒85      | ライアン・マーフィー | アメリカ合衆国 | 2016年8月13日 | リオデジャネイロオリンピック |       |
| 200m背泳ぎ           | 1分53秒27   | エフゲニー・リロフ | ロシア         | 2021年7月30日 | 東京オリンピック             |       |
| 100m平泳ぎ           | 57秒13      | アダム・ピーティー | イギリス       | 2016年8月7日  | リオデジャネイロオリンピック |       |
| 200m平泳ぎ           | 2分05秒85   | レオン・マルシャン | フランス       | 2024年7月31日 | パリオリンピック             |       |
| 100mバタフライ       | ♦️49秒45    | ケーレブ・ドレッセル | アメリカ合衆国 | 2021年7月31日 | 東京オリンピック             |       |
| 200mバタフライ       | 1分51秒21   | レオン・マルシャン | フランス       | 2024年7月31日 | パリオリンピック             |       |
| 200m個人メドレー     | 1分54秒06   | レオン・マルシャン | フランス       | 2024年8月2日  | パリオリンピック             |       |
| 400m個人メドレー     | 4分03秒84   | レオン・マルシャン | フランス       | 2024年7月28日 | パリオリンピック             |       |
| 4x100mフリーリレー   | ♦3分08秒24  | マイケル・フェルプス (47秒51) ギャレット・ウェーバー (47秒02) カレン・ジョーンズ (47秒65) ジェイソン・レザック (46秒06)           | アメリカ合衆国 | 2008年8月11日 | 北京オリンピック             | [ 3 ] |
| 4x200mフリーリレー   | 6分58秒56   | マイケル・フェルプス (1分43秒31) ライアン・ロクテ (1分44秒28) リッキー・ベレンズ (1分46秒29) ピーター・バンダーカーイ (1分44秒68) | アメリカ合衆国 | 2008年8月13日 | 北京オリンピック             |       |
| 4x100mメドレーリレー | ♦️3分26秒78 | ライアン・マーフィー (52秒31) マイケル・アンドリュー (58秒49) ケーレブ・ドレッセル (49秒03) ザック・アップル (46秒95)             | アメリカ合衆国 | 2021年8月1日  | 東京オリンピック             |       |

## 女子
| 種目                 | 記録       | 選手 | 国籍             | 日時          | 大会                         | 備考 |
| -------------------- | ---------- | --- | ---------------- | ------------- | ---------------------------- | ---- |
| 50m自由形            | 23秒66     | サラ・ショーストレム | スウェーデン     | 2024年8月3日  | パリオリンピック             |      |
| 100m自由形           | 52秒13     | エマ・マキーオン | オーストラリア   | 2021年7月28日 | 東京オリンピック             |      |
| 200m自由形           | 1分53秒27  | モリー・オキャラハン | オーストラリア   | 2021年7月29日 | パリオリンピック             |      |
| 400m自由形           | 3分56秒46  | ケイティ・レデッキー | アメリカ合衆国   | 2016年8月7日  | リオデジャネイロオリンピック |      |
| 800m自由形           | 8分04秒79  | ケイティ・レデッキー | アメリカ合衆国   | 2016年8月12日 | リオデジャネイロオリンピック |      |
| 1500m自由形          | 15分30秒02 | ケイティ・レデッキー | アメリカ合衆国   | 2024年7月31日 | パリオリンピック             |      |
| 100m背泳ぎ           | 57秒28     | レーガン・スミス | アメリカ合衆国   | 2024年8月4日  | パリオリンピック             |      |
| 200m背泳ぎ           | 2分04秒06  | ケーリー・マキオン | オーストラリア   | 2024年8月2日  | パリオリンピック             |      |
| 100m平泳ぎ           | 1分04秒82  | タチアナ・スクンマーカー | 南アフリカ共和国 | 2021年7月25日 | 東京オリンピック             |      |
| 200m平泳ぎ           | 2分18秒95  | タチアナ・スクンマーカー | 南アフリカ共和国 | 2021年7月30日 | 東京オリンピック             |      |
| 100mバタフライ       | 55秒38     | グレッチェン・ウォルシュ | アメリカ合衆国   | 2024年7月27日 | パリオリンピック             |      |
| 200mバタフライ       | 2分03秒03  | サマー・マッキントッシュ | カナダ           | 2024年8月1日  | パリオリンピック             |      |
| 200m個人メドレー     | 2分06秒56  | サマー・マッキントッシュ | カナダ           | 2024年8月3日  | パリオリンピック             |      |
| 400m個人メドレー     | 4分26秒36  | ホッスー・カティンカ | ハンガリー       | 2016年8月6日  | リオデジャネイロオリンピック |      |
| 4x100mフリーリレー   | 3分28秒92  | モリー・オキャラハン（52秒24） シェイナ・ジャック（52秒35） エマ・マキーオン（52秒39） メグ・ハリス（51秒94）                         | オーストラリア   | 2024年7月27日 | パリオリンピック             |      |
| 4x200mフリーリレー   | 7分38秒08  | モリー・オキャラハン（1分53秒52） ラニ・パリスター（1分55秒61） ブリアナ・スロッセル（1分56秒00） アリアン・ティットマス（1分52秒95） | オーストラリア   | 2024年8月1日  | パリオリンピック             |      |
| 4x100mメドレーリレー | ♦3分49秒63 | レーガン・スミス（57秒28） リリー・キング（1分04秒90） グレッチェン・ウォルシュ（55秒03） トーリ・ハスク（52秒42）                    | アメリカ合衆国   | 2024年8月4日  | パリオリンピック             |      |

## 男女混合
| 種目                 | 記録       | 選手 | 国籍           | 日時         | 大会             | 備考 |
| -------------------- | ---------- | --- | -------------- | ------------ | ---------------- | ---- |
| 4×100mメドレーリレー | ♦3分37秒43 | ライアン・マーフィー（52秒08） ニック・フィンク（58秒29） グレッチェン・ウォルシュ（55秒18） トーリ・ハスクン（51秒88） | アメリカ合衆国 | 2024年8月3日 | パリオリンピック |      |